# Martine Verbeek
Martine Verbeek – holenderska brydżystka z tytułami World Grand Master w kategorii Kobiet (WBF) a także European Master oraz European Champion w kategorii Women  (EBL).

## Wyniki brydżowe

### Olimpiady
Na olimpiadach uzyskała następujące rezultaty:
| Olimpiady brydżowe. Zawody teamów | Olimpiady brydżowe. Zawody teamów | Olimpiady brydżowe. Zawody teamów | Olimpiady brydżowe. Zawody teamów | Olimpiady brydżowe. Zawody teamów | Olimpiady brydżowe. Zawody teamów |
| Rok                               | Miejsce                           | Zawody                            | Kategoria                         | Drużyna                           | Pozycja                           |
| --------------------------------- | --------------------------------- | --------------------------------- | --------------------------------- | --------------------------------- | --------------------------------- |
| 2000                              | Maastricht                        | 11. Olimpiada Brydżowa            | Kobiety                           | Netherlands                       | 5                                 |

### Zawody światowe
W światowych zawodach zdobyła następujące lokaty:
| Mistrzostwa Świata. Konkurencja teamów | Mistrzostwa Świata. Konkurencja teamów | Mistrzostwa Świata. Konkurencja teamów          | Mistrzostwa Świata. Konkurencja teamów | Mistrzostwa Świata. Konkurencja teamów | Mistrzostwa Świata. Konkurencja teamów |
| Rok                                    | Miejsce                                | Zawody                                          | Kategoria                              | Drużyna                                | Pozycja                                |
| -------------------------------------- | -------------------------------------- | ----------------------------------------------- | -------------------------------------- | -------------------------------------- | -------------------------------------- |
| 2012                                   | Lille                                  | 5. Otwarte Mistrzostwa Świata Teamów Mikstowych | Miksty                                 | Barrett                                | 18                                     |
| 2011                                   | Veldhoven                              | 40. Mistrzostwa Świata Teamów                   | Trans                                  | Hok 2                                  | 33                                     |
| 2010                                   | Filadelfia                             | 13. Seria Mistrzostw Świata                     | Miksty                                 | Berg                                   | 37                                     |
| 2010                                   | Filadelfia                             | 13. Seria Mistrzostw Świata                     | Kobiety                                | Netherlands                            | 2                                      |
| 2005                                   | Estoril                                | 37. Mistrzostwa Świata Teamów                   | Trans                                  | Orange A                               | 58                                     |
| 2000                                   | Southampton                            | 34. Mistrzostwa Świata Teamów                   | Kobiety                                | Netherlands                            | 1                                      |
| 1998                                   | Lille                                  | 10. Mistrzostwa Świata                          | Kobiety                                | Franken                                | 9                                      |
| 1997                                   | Hammamet                               | 33. Mistrzostwa Świata Teamów                   | Kobiety                                | Netherlands                            | 7                                      |
| 1994                                   | Albuquerque                            | 9. Mistrzostwa Świata                           | Kobiety                                | Pasman                                 | 5                                      |

| Mistrzostwa Świata. Konkurencja indywidualna | Mistrzostwa Świata. Konkurencja indywidualna | Mistrzostwa Świata. Konkurencja indywidualna | Mistrzostwa Świata. Konkurencja indywidualna | Mistrzostwa Świata. Konkurencja indywidualna | Mistrzostwa Świata. Konkurencja indywidualna |
| Rok                                          | Miejsce                                      | Zawody                                       | Kategoria                                    | Pozycja                                      |                                              |
| -------------------------------------------- | -------------------------------------------- | -------------------------------------------- | -------------------------------------------- | -------------------------------------------- | -------------------------------------------- |
| 2000                                         | Ateny                                        | 5. Indywidualne Mistrzostwa Świata           | Kobiety                                      | 3                                            |                                              |

### Zawody europejskie
W europejskich zawodach zdobyła następujące lokaty:
| Zawody europejskie. Konkurencja teamów | Zawody europejskie. Konkurencja teamów | Zawody europejskie. Konkurencja teamów | Zawody europejskie. Konkurencja teamów | Zawody europejskie. Konkurencja teamów | Zawody europejskie. Konkurencja teamów |
| Rok                                    | Miejsce                                | Zawody                                 | Kategoria                              | Drużyna                                | Pozycja                                |
| -------------------------------------- | -------------------------------------- | -------------------------------------- | -------------------------------------- | -------------------------------------- | -------------------------------------- |
| 2013                                   | Ostenda                                | 6. Otwarte Mistrzostwa Europy          | Miksty                                 | NedAut                                 | 1                                      |
| 2011                                   | Poznań                                 | 5. Otwarte Mistrzostwa Europy          | Miksty                                 | Vriend                                 | 2                                      |
| 2010                                   | Ostenda                                | 50. Mistrzostwa Europy Teamów          | Open                                   | Netherlands                            | 2                                      |
| 2009                                   | San Remo                               | 4. Otwarte Mistrzostwa Europy          | Kobiety                                | Dutch Blue                             | 2                                      |
| 2005                                   | Teneryfa                               | 2. Otwarte Mistrzostwa Europy          | Kobiety                                | Verbeek                                | 5                                      |
| 2000                                   | Bellaria                               | 6. Mistrzostwa Europy Mikstów          | Miksty                                 | van Eijck                              | 53                                     |
| 1994                                   | Barcelona                              | 3. Mistrzostwa Europy Mikstów          | Miksty                                 | van der Neut                           | 22                                     |

| Zawody europejskie. Konkurencja par | Zawody europejskie. Konkurencja par | Zawody europejskie. Konkurencja par | Zawody europejskie. Konkurencja par | Zawody europejskie. Konkurencja par | Zawody europejskie. Konkurencja par |
| Rok                                 | Miejsce                             | Zawody                              | Kategoria                           | Partner                             | Pozycja                             |
| ----------------------------------- | ----------------------------------- | ----------------------------------- | ----------------------------------- | ----------------------------------- | ----------------------------------- |
| 2011                                | Poznań                              | 5. Otwarte Mistrzostwa Europy       | Kobiety                             | Rosaline Barendregt                 | 2                                   |
| 2009                                | San Remo                            | 4. Otwarte Mistrzostwa Europy       | Kobiety                             | Wietske van Zwol                    | 1                                   |
| 2005                                | Teneryfa                            | 2. Otwarte Mistrzostwa Europy       | Kobiety                             | Marion Michielsen                   | 11                                  |
| 2003                                | Mentona                             | 1. Otwarte Mistrzostwa Europy       | Mikst                               | Ricco van Prooijen                  | 369                                 |
| 2002                                | Ostenda                             | 7. Mistrzostwa Europy Mikstów       | Mikst                               | Ron Pannebakker                     | 388                                 |
| 2000                                | Bellaria                            | 6. Mistrzostwa Europy Mikstów       | Mikst                               | Ron Pannebakker                     | 281                                 |
| 1999                                | Malta                               | 44. Mistrzostwa Europy Teamów       | Kobiety                             | Wietske van Zwol                    | 9                                   |
| 1999                                | Warszawa                            | 10. Mistrzostwa Europy Par          | Open                                | Wietske van Zwol                    | 93                                  |
| 1997                                | Haga                                | 9. Mistrzostwa Europy Par           | Open                                | Femke Hoogweg                       | 292                                 |
| 1996                                | Monte Carlo                         | 4. Mistrzostwa Europy Mikstów       | Mikst                               | Timo van den Berg                   | 286                                 |
| 1994                                | Barcelona                           | 3. Mistrzostwa Europy Mikstów       | Miksty                              | Jaap van der Neut                   | 359                                 |
| 1993                                | Mentona                             | 4. Mistrzostwa Europy Kobiet        | Kobiety                             | Wietske van Zwol                    | 11                                  |
| 1993                                | Bielefeld                           | 7. Mistrzostwa Europy Par           | Open                                | Wietske van Zwol                    | 40                                  |

## Klasyfikacja
- Martine Verbeek – klasyfikacja WBF (ang.)
- Martine Verbeek – klasyfikacja EBL (ang.)